# Filmografia Looney Tunes și Merrie Melodies (1970–prezent și altele)
Filmografia Looney Tunes și Merrie Melodies (1970–prezent și altele)

## 1970-prezent - 35 de titluri

### Desene teatrale - 17 titluri

#### Realizări limitate - 6 titluri
| Titlu                        | Titlu român                | Serie | Regizor                 | Personaje                   | Data realizării | Oraș   | Note                                                                                            | Avalabilitate pe DVD și Blu-ray                                                       |
| ---------------------------- | -------------------------- | ----- | ----------------------- | --------------------------- | --------------- | ------ | ----------------------------------------------------------------------------------------------- | ------------------------------------------------------------------------------------- |
| The Duxorcist                |                            | LT    | Greg Ford, Terry Lennon | Daffy, Melissa              | 1987-11-20      | LA/NYC | Văzut în Daffy Duck's Quackbusters Ultimul desen Looney Tunes a lui Mel Blanc                   | DVD-ul de două discuri Space Jam The Essential Daffy Duck                             |
| The Night of the Living Duck | Noaptea rățoiului cu viață | MM    | Greg Ford, Terry Lennon | Daffy                       | 1988-09-23      | LA/NYC | Arătat la sfârșitul lui Daffy Duck's Quackbusters Ultimul desen Merrie Melodies a lui Mel Blanc | DVD-ul de două discuri Space Jam The Essential Daffy Duck                             |
| Another Froggy Evening       |                            | LT    | Chuck Jones             | Marvin, Michigan            | 1995-10-06      | LA     |                                                                                                 | DVD-ul de două discuri Space Jam Looney Tunes Platinum Collection: Volume 1           |
| From Hare to Eternity        | De la iepure la eternitate | LT    | Chuck Jones             | Bugs, Michigan (cameo), Sam | 1996-03-XX      | LA     |                                                                                                 | The Looney Looney Looney Bugs Bunny Movie, Looney Tunes Platinum Collection: Volume 1 |
| Father of the Bird           |                            | LT    | Stephen Fossatti        | Sylvester                   | 1998-01-14      | LA     | - Primul desen cu Sylvester din 1966                                                            | Looney Tunes Platinum Collection: Volume 1                                            |
| Little Go Beep               |                            | LT    | Spike Brandt            | Wile E. și Road Runner      | 2000-12-30      | LA     |                                                                                                 | Daffy Duck's Quackbusters, Supergenius Hijinks                                        |

#### Alte realizări teatrale - 11 titluri
| Titlu                    | Titlu român               | Serie | Regizor             | Personaje | Data realizării | Realizat teatral în    | Filmul cu care a fost arătat                  | Avalabilitate pe DVD și Blu-ray                                                                 | Notes |
| ------------------------ | ------------------------- | ----- | ------------------- | --- | --------------- | ---------------------- | --------------------------------------------- | ----------------------------------------------------------------------------------------------- | --- |
| Box Office Bunny         | Iepurașul la Box          | LT    | Darrell Van Citters | Bugs, Daffy, Elmer | 1991-02-11      | SU, Canada, Mexic      | The NeverEnding Story II: The Next Chapter    | The Looney Looney Looney Bugs Bunny Movie                                                       | - Prima împerechere cu Bugs și Elmer - Prima împerechere cu Daffy și Elmer - Prima împerechere cu Bugs și Daffy - Primul desen Bugs Bunny din 1964 - Primul desen Elmer Fudd din 1962 |
| Chariots of Fur          | Carele de blană           | LT    | Chuck Jones         | Wile E. și Road Runner | 1994-12-21      | SU, Canada, Mexic      | Richie Rich                                   | Supergenius Hijinks                                                                             | |
| Carrotblanca             | Morcovblanca              | LT    | Douglas McCarthy    | Beaky, Bugs, Crusher, Daffy, Foghorn, Barnyard, Giovanni Jones, Gossamer, Buni, Miss Prissy, Mugsy, Penelope, Pepé, Pete Puma, Porky, Sam, Sam Sheepdog, Sylvester, Tweety | 1995-08-25      | SU, Canada, Mexic      | The Amazing Panda Adventure                   | Casablanca two-disc special edition, The Essential Bugs Bunny                                   | - Features more characters than any other cartoon |
| Superior Duck            | Rața superioară           | LT    | Chuck Jones         | Daffy, Foghorn, Marvin, Porky, Taz, Tweety, Road Runner și Wile E. Coyote                                                                                                  | 1996-08-23      | US și teriroriile sale | Carpool                                       | Daffy Duck's Quackbusters, The Essential Daffy Duck, Looney Tunes Platinum Collection: Volume 1 | - Primul desen Looney Tunes cu Diavolul Tasmanian din 1954. |
| Pullet Surprise          | Puica surpriză            | LT    | Darrell Van Citters | Foghorn, Pete Puma | 1997-03-26      | US și teriroriile sale | Cats Don't Dance                              | The Looney Looney Looney Bugs Bunny Movie                                                       | |
| Coyote Falls             | Cade coiotul              | LT    | Matthew O'Callaghan | Wile E. and Road Runner | 2010-07-30      | Worldwide              | Cats & Dogs: The Revenge of Kitty Galore      | Cats & Dogs: The Revenge of Kitty Galore, Supergenius Hijinks                                   | - Primul desen făcut complet în 3D. |
| Fur of Flying            |                           | LT    | Matthew O'Callaghan | Wile E. and Road Runner | 2010-09-24      | Worldwide              | Legend of the Guardians: The Owls of Ga'Hoole | Legend of the Guardians: The Owls of Ga'Hoole, Supergenius Hijinks                              | - Al doilea desen făcut complet în 3D. |
| Rabid Rider              | Călărețul turbat          | LT    | Matthew O'Callaghan | Wile E. și Road Runner | 2010-12-17      | Worldwide              | Ursul Yogi                                    | Ursul Yogi, Supergenius Hijinks                                                                 | - Al treilea desen făcut complet în 3D. |
| I Tawt I Taw A Puddy Tat | Cred că am văzut o pisică | LT    | Matthew O'Callaghan | Sylvester, Tweety, Granny | 2011-11-18      | SU și teritoriile ei   | Happy Feet Two                                | Happy Feet Two                                                                                  | - Al patrulea desen făcut complet în 3D. |
| Daffy's Rhapsody         |                           | LT    | Matthew O'Callaghan | Daffy, Elmer, Bugs (cameo) | 2012-2-10       | În lumea întreagă      | Journey 2: The Mysterious Island              | Journey 2: The Mysterious Island                                                                | - Al cincilea desen făcut complet în 3D. |
| Pain in the Flash        |                           | LT    | Matthew O'Callaghan | Wile E. and Road Runner | A fi realizat   | În lumea întreagă      |                                               |                                                                                                 | - Al șaselea desen făcut complet în 3D. |

### Desene non-teatrale - 21 de titluri

#### Desene făcute pentru televiziune - 10 titluri
| Titlu                                            | Titlu român                                          | Serie | Regizor                                             | Personaje                                                          | Data realizării | Note | Avalabilitate pe DVD și Blu-ray                                                                                        |
| ------------------------------------------------ | ---------------------------------------------------- | ----- | --------------------------------------------------- | ------------------------------------------------------------------ | --------------- | --- | --- |
| Bugs Bunny's Christmas Carol                     | Colindele lui Bugs Bunny                             | MM    | Friz Freleng                                        | Bugs, Elmer, Foghorn, Pepé, Petunia, Porky, Sam, Sylvester, Tweety | 1979-11-27      | - Editat din episodul special pentru CBS Bugs Bunny's Looney Christmas Tales - Are mai multe personaje principale decât de obicei                                                                                                 | LTGC Volume 5, Disc 4 (special feature)                                                                                |
| Freeze Frame                                     |                                                      | MM    | Chuck Jones                                         | Wile E. Coyote și Road Runner                                      | 1979-11-27      | - Prima apariție a lui Wile E. Coyote și Road Runner - Primul desen Road Runner din 1966 | LTGC Volume 5, Disc 4 (vizualizare specială)                                                                           |
| Fright Before Christmas                          | Sperietura dinaintea Crăciunului                     | MM    | Friz Freleng                                        | Bugs, Taz, Clyde, Speedy                                           | 1979-11-27      | | LTGC Volume 5, Disc 4 (special feature), Looney Tunes Platinum Collection: Volume 1                                    |
| The Chocolate Chase                              |                                                      | LT    | Friz Freleng                                        | Daffy, Speedy                                                      | 1980-04-01      | Editat din episodul special pentru NBC Daffy Duck's Easter Special | LTGC Volume 6, Disc 1 (vizualizare specială), The Essential Daffy Duck(vizualizare specială)                           |
| Daffy Flies North                                |                                                      | MM    | Tony Benedict Gerry Chiniquy Art Davis Dave Detiege | Daffy                                                              | 1980-04-01      | Editat din episodul special pentru NBC Daffy Duck's Easter Special | LTGC Volume 6, Disc 1 (special feature), The Essential Daffy Duck(vizualizare specială)                                |
| The Yolk's on You                                |                                                      | MM    | Tony Benedict Gerry Chiniquy Art Davis Dave Detiege | Daffy, Foghorn, Prissy, Sylvester                                  | 1980-04-01      | Editat din episodul special pentru NBC Daffy Duck's Easter Special | LTGC Volume 6, Disc 1 (special feature), The Essential Daffy Duck(special feature)                                     |
| Portrait of the Artist as a Young Bunny          |                                                      | MM    | Chuck Jones                                         | Bugs, Elmer, Wile E Coyote (cameo)                                 | 1980-05-21      | - Editat din episodul special CBS Bugs Bunny's Bustin' Out All Over - Cameo de Wile E. Coyote | LTGC Volume 5, Disc 4 (vizualizare specială)                                                                           |
| Spaced-Out-Bunny                                 |                                                      | MM    | Chuck Jones                                         | Bugs, Marvin, Hugo                                                 | 1980-05-21      | | LTGC Volume 5, Disc 4 (vizualizare specială), Looney Tunes Platinum Collection: Volume 1                               |
| Soup or Sonic                                    |                                                      | MM    | Chuck Jones                                         | Wile E. și Road Runner                                             | 1980-05-21      | | LTGC Volume 5, Disc 4 (vizualizare speicală)                                                                           |
| Duck Dodgers and the Return of the 24½th Century | Duck Dodgers și întoarcerea secolului 24 și jumătate | MM    | Chuck Jones                                         | Daffy, Gossamer, Marvin, Porky                                     | 1980-11-20      | - Planificat pentru realizare teatrală, pormă s-a schimbat într-un format de televizor, editat din episodul special NBC Daffy Duck's Thanks-for-Giving - Primul desen cu Daffy Dcuk din 1968 - Primul desen cu Porky Pig din 1965 | Daffy Duck's Quackbusters, Looney Tunes Platinum Collection: Volume 1, The Essential Daffy Duck (vizualizare specială) |

#### Premiera pe DVD sau TV - 4 titluri
| Titlu                                      | Titlu român                   | Serie | Regizor                    | Personaje                                                       | Data realizării | Note | Avalabilitate pe DVD                                                             |  |
| Invasion of the Bunny Snatchers            | Invazia hoților iepurași      | LT    | Greg Ford, Terry Lennon    | Bugs, Daffy, Elmer, Sam, Porky (Titlul de sfârșit "Porky drum") | 1992-12-31      | - Planigficat pentru teatre, prima oară văzut la Nickelodeon | DVD-ul de două discuri Space Jam (editat), The Essential Bugs Bunny (necenzurat) |  |
| Daffy Duck for President                   | Daffy Duck pentru președinție | LT    | Spike Brandt, Tony Cervone | Daffy, Bugs                                                     | 2004-11-02      | - Desen direct-pe-DVD, planificat pentru teatre - Ultimul desen regizat de Chuck Jones | LTGC Volume 2, Disc 3 (vizualizare specială), The Essential Daffy Duck           |  |
| Daffy & Porky in the William Tell Overture |                               | MM    | Dan Haskett                | Daffy, Porky                                                    | 2006            | - Editat din episodul specual din 1991 Bugs Bunny's Overtures to Disaster - Ultimul desen Merrie Melodies. După aceea la "The Looney Tunes Show", Merrie Melodies sunt cântece de 2 minute. | LTGC Volume 4, Disc 2 (vizualizare specială)                                     |  |

#### Premiera oriunde - 1 titlu
| Title                                     | Series | Director         | Characters         | Release date | Notes                                                     | DVD & Blu-ray availability                 |
| ----------------------------------------- | ------ | ---------------- | ------------------ | ------------ | --------------------------------------------------------- | ------------------------------------------ |
| Marvin the Martian in the Third Dimension | LT     | Douglas McCarthy | Daffy, Marvin, K-9 | 1996-06-29   | Atracție din temă pentru parc la Warner Bros. Movie World | Looney Tunes Platinum Collection: Volume 1 |

#### Planificate pentru teatre, dar niciodată realizate teatral - 6 titluri
| Titlu                          | Titlu român                 | Serie | Regizor               | Personaje               | Data realizării | Note |
| ------------------------------ | --------------------------- | ----- | --------------------- | ----------------------- | --------------- | --- |
| The Whizzard of Ow             | Vrăjitorul din Au           | LT    | Bret Haaland          | Wile E. și Road Runner  | 2003-11-01      | - A avut premiera la magazinele Wal-Mart, avalabil pe DVD-ul Looney Tunes: Back in Action și Supergenius Hijinks - Primul desen cu fraza "Produced by Larry Doyle" |
| Museum Scream                  |                             | LT    | Dan Povenmire         | Sylvester, Tweety       | 2004-03-31      | - Avalabil ca un disc bonus în ediția australiană Looney Tunes: Back in Action și Looney Tunes Platinum Collection: Volume 1 |
| Hare and Loathing in Las Vegas | Iepure și silă în Las Vegas | LT    | Bill Kopp, Peter Shin | Bugs, Sam               | 2004-03-31      | - Avalabil ca un disc bonus în ediția australiană Looney Tunes: Back in Action și The Essential Bugs Bunny |
| Attack of the Drones           |                             | LT    | Rich Moore            | Daffy (as Duck Dodgers) | 2004-03-31      | - Avalabil ca un disc bonus în ediția australiană Looney Tunes: Back in Action și The Essential Bugs Bunny - Cameo de Dr. Zoidberg din Futurama. - Cameo de Marele Gazoo din Familia Flintstone.                                                                                             |
| Cock-A-Doodle Duel             | Duelul cucurigu             | LT    | Peter Shin            | Foghorn                 | 2004-03-31      | - Avalabil ca un disc bonus în ediția australiană Looney Tunes: Back in Action |
| My Generation G-G-Gap          |                             | LT    | Dan Povenmire         | Porky                   | 2004-03-31      | - Avalabil ca un disc bonus în ediția australiană Looney Tunes: Back in Action - Singurul desen cu o versiune Rock n Roll a temei de sfârșit, și după ce "That's all Folks!" se scrie pe sine însuși, tema de sfârșit a fost re-aranjată. - Ultimul desen cu fraza "Produced by Larry Doyle" |

## Desene nerealizate - 28 de titluri
Aceasta este o listă de desene care au fost abandonate de la producere
- Nu se știe cine a regizat aceste desene Looney Tunes și Merrie Melodies
- LT = Looney Tunes
- MM = Merrie Melodies

### Looney Tunes și Merrie Melodies - 19 titluri
| Titlu                                  | Serie     | Personaje                                | Note                                                           |
| -------------------------------------- | --------- | ---------------------------------------- | -------------------------------------------------------------- |
| A Jolly Good Fala                      | MM        |                                          | Abandonat în 1945                                              |
| Marilyn Monroe/Snow White project      | LT sau MM |                                          | Abandonat de prin anii 50                                      |
| Executive Tweet                        | LT        | Sylvester, Pasăre, Fantome               | Abandonat în 2004                                              |
| The Pig Stays in the Picture           | LT        | Porky, Familia lui Porky                 | Abandonat în 2004                                              |
| A Very Daffy Christmas                 | LT        | Daffy, Elfi                              | Abandonat în 2004                                              |
| What's Hip, Doc?                       | LT        | Bugs, Elmer, Supermodelul                | Abandonat în 2004 Jenna Elfman a jucat supermodelul            |
| Full Metal Jackass                     | LT        | Wile E. Coyote, Roadrunner               | Abandonat în 2004                                              |
| Bada Bugs                              | LT        | Bugs, Daffy, Doi mafioți                 | Abandonat în 2004 S-a speculat că mafioții erau Rocky și Mugsy |
| Slacker Quacker                        | LT        | Porky, Daffy                             | Abandonat în 2004                                              |
| Scheme Park                            | LT        | Porky, Familia lui Porky                 | Abandonat în 2004                                              |
| Beach Bunny                            | LT        | Bugs, Bătăușul de pe plajă               | Abandonat în 2004 Brendan Fraser l-a jucat pe bătăuș           |
| Meat Me in Chicago                     | MM        | Vacă                                     | Abandonat în 2004                                              |
| Deep Sea Bugs                          | LT        | Bugs, Sam                                | Abandonat în 2004                                              |
| Baseball Taz                           | LT        | Taz, Liga minoră, Maimuța echipei rivale | Abandonat în 2004                                              |
| Dancing Pepe                           | LT        | Pepe, Vevrița, Prietenul veveriței       | Abandonat în 2004                                              |
| Daffy Contractor                       | LT        | Daffy, Porky                             | Abandonat în 2004                                              |
| Reaper Madness                         | LT        | Granny, Sfintecătorul negru              | Abandonat în 2004                                              |
| Duck Suped                             | LT        | Daffy                                    | Abandonat în 2004                                              |
| Guess Who's Coming to Meet the Parents | LT        | Bugs, Veverița, Părinții lui Bugs        | Abandonat în 2004                                              |

### Desene cu Tom și Jerry - 9 titluri
Toate desenele cu Tom și Jerry au fost regizate ori de Joe Barbera ori de Spike Brandt (cu toate că desenele de mai târziu au fost actual completate fără participarea a unuia dintre ei) și au fost de asemenea completate ca parte a lui Povești cu Tom și Jerry.
| Titlu                            | Personaje                                        | Note                                                     |
| -------------------------------- | ------------------------------------------------ | -------------------------------------------------------- |
| Joy Riding Jokers                | Tom, Jerry, Spike, Doamna Doi-Pantofi            | Completat în 2006 ca parte a lui Povești cu Tom și Jerry |
| Way-Off Broadway                 | Tom, Jerry, Spike                                | Completat în 2006 ca parte a lui Povești cu Tom și Jerry |
| Feeding Time                     | Tom, Jerry, Spike                                | Completat în 2006 ca parte a lui Povești cu Tom și Jerry |
| Cat Got Your Luggage?            | Tom, Jerry, Spike                                | Completat în 2006 ca parte a lui Povești cu Tom și Jerry |
| Bats What I Like About the South | Tom, Jerry, Spike                                | Completat în 2006 ca parte a lui Povești cu Tom și Jerry |
| Cry Uncle                        | Tom, Jerry, Spike, Unchiul Pecos, Mătușa Spinner | Completat în 2006 ca parte a lui Povești cu Tom și Jerry |
| Prehisterics                     | Tom, Jerry, Spike, Doamna Doi-Pantofi            | Completat în 2006 ca parte a lui Povești cu Tom și Jerry |
| Dino-Sores                       | Tom, Jerry, Spike                                | Completat în 2006 ca parte a lui Povești cu Tom și Jerry |
| Tomcat Jetpack                   | Tom, Jerry, Spike, Droopy                        | Completat în 2006 ca parte a lui Povești cu Tom și Jerry |

## Alte desene - 12 titluri
| Titlu                         | Regizor                                               | Data realizării | Avalabilitate pe DVD și Blu-ray                                         | Note |
| ----------------------------- | ----------------------------------------------------- | --------------- | ----------------------------------------------------------------------- | --- |
| Breakdowns of 1939            | Necunoscut                                            | 1939-XX-XX      | LTGC Volume 4, Disc 4                                                   | Porky Pig apare în greșelile și înjurările anuale Warner Bros. |
| Any Bonds Today?              | Bob Clampett                                          | 1942-XX-XX      | LTGC Volume 1, Disc 3 (parte din ToonHeads: The Lost Cartoons) (editat) | Bugs, Elmer, și Porky apar toți |
| Point Rationing of Foods      | Chuck Jones                                           | 1943-02-XX      | LTGC Volume 3, Disc 3, LTPC Volume 1, Disc 3 (vizualizare specială)     | |
| Dive Bombing Crashes          |                                                       | 1945-XX-XX      |                                                                         | Singurul conținut din filmele de antrenament Flight Safety al Navei făcute de Warner Bros. |
| So Much for So Little         | Chuck Jones                                           | 1949-XX-XX      | LTGC Volume 2, Disc 4, LTPC Volume 1, Disc 3 (vizualizare specială)     | |
| Orange Blossoms for Violet    | Chuck Jones                                           | 1952-05-24      | LTGC Volume 2, Disc 4, LTPC Volume 1, Disc 3 (vizualizare specială)     | Nu e un film animat. |
| A Hitch in Time               | Chuck Jones                                           | 1955-XX-XX      | LTPC Volume 1, Disc 3 (vizualizare specială)                            | |
| 90 Day Wondering              | Chuck Jones                                           | 1956-XX-XX      | LTGC Volume 4, Disc 3, LTPC Volume 1, Disc 3 (vizualizare specială)     | cu Ralph Phillips |
| Drafty, Isn't It?             | Chuck Jones                                           | 1956-XX-XX      | LTGC Volume 4, Disc 3, LTPC Volume 1, Disc 3 (vizualizare specială)     | cu Ralph Phillips |
| Adventures of the Road-Runner | Chuck Jones                                           | 1962-06-02      | LTGC Volume 2, Disc 2                                                   | Pilot TV Mai târziu tăiat în două scurt-metraje. |
| Philbert: Three's a Crowd     | Richard Donner (acțiune pe viu) Friz Freleng (animat) | 1963-04-01      | LTGC Volume 3, Disc 4                                                   | Pilot TV |
| The Door                      | Ken Mundie                                            | 1968-06-01      | LTPC Volume 1, Disc 3 (vizualizare specială)                            | Produs de "Campbell-Silver-Cosby Corporation," un studio co-deținut de Bill Cosby, care a fost pe atunci un înregisrator popular cu Warner Bros. Records. Cosby și Mundie mai târziu au colaborat pentru a crea Fat Albert and the Cosby Kids. |